# Apogon natalensis
Apogon natalensis is een straalvinnige vissensoort uit de familie van kardinaalbaarzen (Apogonidae). De wetenschappelijke naam van de soort is voor het eerst geldig gepubliceerd in 1908 door Gilchrist & Thompson.